# Vivo por ella
«Vivo por ella» es la adaptación al español de la canción «Vivo per lei», interpretada por Andrea Bocelli en colaboración con la cantante española Marta Sánchez.

## Antecedentes
A lo largo de su carrera, Bocelli ha interpretado la canción en diversos idiomas y junto a diferentes artistas. En el listado de pistas del sencillo en CD lanzado en Italia, se incluyó la versión en alemán titulada «Ich lebe für sie», interpretada por Judy Weiss, y la versión en inglés llamada «Live for Love», cantada por Sharon Grand. En 1999, Bocelli colaboró con Hélène Segara en la versión en francés «Je vis pour elle». Además, en portugués cantó con Sandy Leah Lima en 1997. También grabó una versión en italiano con Giorgia Todrani, y tuvo una presentación junto a Hayley Westenra, quien interpretó en inglés.
Bocelli también realizó una versión completamente en español en colaboración con la cantante colombiana Sara Tunes. Esta interpretación fue incluida en el álbum en vivo de la gira Butterfly World Tour de Tunes, donde otro tenor acompañó la voz de Bocelli durante la presentación, la cual fue grabada y añadida al álbum.
La canción se utilizó en la telenovela mexicana Vivo por Elena (1998) de Televisa, producida por Juan Osorio y protagonizada por Victoria Ruffo y Saúl Lisazo, con actuaciones antagónicas de Ana Patricia Rojo, Sebastián Ligarde, Jean Duverger y Julieta Bracho.
Además, en un concierto celebrado en Barcelona el 31 de octubre de 2016, los cantantes españoles David Bustamante y Gisela interpretaron este tema.
En agosto de 2024, se publicó una nueva versión, en esta ocasión Bocelli colaboró con Karol G.